# Bar (enota)
Bár (oznaka b) je v fiziki in mehaniki enota za merjenje tlaka ali napetosti.
1 bar = 100.000 Pa = 105 Pa = 1.000 milibarov
V meteorologiji se je za navajanje vrednosti zračnega tlaka pogosto uporabljala tudi tisočkrat manjša enota milibar.